# Thymus embergeri
Thymus embergeri là một loài thực vật có hoa trong họ Hoa môi. Loài này được Roussine miêu tả khoa học đầu tiên năm 1952.